# Augustín Sbardelatti
Augustín Sbardelatti (1500 – 10. srpen 1552) byl diecézní biskup z města Vác pocházející z Benátek. Vysvěcen na biskupa byl v roce 1551 o rok později začal se zbrojením proti Turkům. Bojoval s Turky na území Slovenska a účastnil se po boku Erasma von Teufela bitvy u Plášťovců, kde zemřel hrdinskou smrtí. Jeho nástupcem se stal Peter Balazs Varadi.